# Taboe

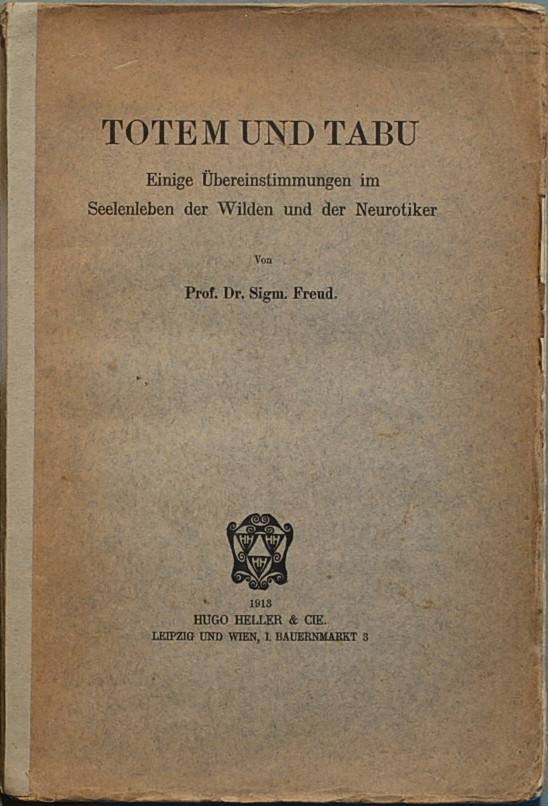
Totem und Tabu van Freud uit 1913

Een taboe is iets dat wordt beschouwd als ongepast om te gebruiken, te doen of over te spreken. 
Het schenden van een taboe in een bepaalde cultuur kan leiden tot reputatieschade, sociale uitsluiting of andere vormen van repercussie. Soms kan het schenden van een taboe leiden tot gerechtelijke vervolging.

## Etymologie
Het woord taboe is afkomstig uit het Tongaans van Polynesië (tapu of tabu), waar het stond voor een religieus verbod op bepaalde plaatsen, voorwerpen, personen of handelingen.
Het eerste gebruik van het woord taboe in het westen in de betekenis van 'niet toegestaan' stamt uit het reisverslag van James Cook over een bezoek aan Tonga. De bewoners legden uit dat bepaalde zaken verboden waren, omdat dit volgens hen "taboe" was: "When anything is forbidden to be eaten, or made use of, they say that it is taboo."

## Ontstaan van taboes
Er bestaan verschillende mogelijke verklaringen voor de oorsprong van taboes. Terwijl sommige verklaringen antropologisch zijn en taboes uitleggen als historische en culturele ervaringen, legt de psychoanalytische theorie de nadruk op taboes als onbewuste fenomenen die van generatie op generatie worden doorgegeven.

### Antropologische visie
Steven Pinker suggereert in zijn boek How the Mind Works dat taboes hun oorsprong vinden in aangeboren overlevingsgedrag. Zo denkt hij dat taboes die in verband staan met lijken, ontstaan zijn door een instinctieve, levensreddende weerzin tegen dragers van ziekteverwekkers. Dit verschijnsel noemt hij "intuitive microbiology": "microbiologie zonder bewijs". Dankzij de ontdekking van microben en het daaraan gekoppelde belang van hygiëne, kwam er een wetenschappelijke, rationele verklaring voor deze taboes, die intuïtief juist bleken te zijn geweest maar tegelijkertijd overbodig werden dankzij de sterk verbeterde hygiëne.
Eerdergenoemde instinctieve overlevingsdrang ligt volgens Pinker ook ten grondslag aan veel andere taboes; de aversie tegen bijvoorbeeld incest wordt dan gevoed door de intuïtief bespeurde dreiging van inteelt.

### Psychoanalytische visie
Sigmund Freud postuleert in zijn Totem en taboe het taboe als veroorzaakt door sterke onbewuste motivaties en wijst erop dat er maar twee echt 'universele' taboes bestaan: incest en vadermoord, die volgens hem ook aan de basis lagen van het ontstaan van de moderne maatschappij.
De Duitse psycholoog Wilhelm Wundt legde uit dat taboes oorspronkelijk niets anders waren dan geobjectiveerde angst voor de demonische kracht die in een object verborgen zou zitten, wat Freud als een oppervlakkige verklaring verwierp. Hij claimt dat de overeenkomsten tussen obsessieve neurotici en taboe-opleggers op een psychologische conditie duidt die in het onbewuste overheerst.

## Soorten taboes
De zogeheten taboes in de westerse cultuur zijn meestal geen echte taboes in de antropologische zin van het woord, maar onderwerpen of discussies die over het algemeen gemeden worden bijvoorbeeld omdat ze gênant of pijnlijk zijn of tot ruzies kunnen leiden. In 2006 waren in een Nederlands onderzoek de meest genoemde taboes:
- Incest
- Mishandeling van gezinsleden
- Bestelen van je werkgever
- Huisdieren mishandelen
- Ongewenst intimiteiten uitoefenen op het werk
- Alcohol nodig hebben om je werk te kunnen doen
- Overspel
- Prostitueebezoek
- Een geslachtsziekte hebben

Behalve de Polynesiërs staan vooral ook de Australische Aboriginals bekend om een streng en uitgewerkt taboesysteem. In de meeste Australische culturen was of is het verboden binnen bepaalde familierelaties, bijvoorbeeld schoonzoon-schoonmoeder, met elkaar te spreken; men behelpt zich met gebarentaal of, als het niet anders kan, met een speciaal soort taal die grammaticaal gelijk is aan de gewone taal maar heel andere, niet belaste woorden gebruikt.